# Династија (ТВ серија из 1981, 9. сезона)
Девета и последња сезона серије Династија премијерно је емитована у Сједињеним Америчким Државама на каналу АБЦ од 3. новембра 1988. године до 11. маја 1989. године. Радња серије коју су створили Ричард и Естер Шапиро, а продуцирао Арон Спелинг, врти се око породице Карингтон, богате породице из Денвера у Колораду.
Главне улоге у осмој сезони тумаче: Џон Форсајт као нафтни тајкун и милионер Блејк Карингтон, Линда Еванс као његова нова супруга Кристал, Џон Џејмс као женскарош Џеф Колби, Гордон Томсон као Блејков старији син Адам, Мајкл Нејдер као предузетник Декс Декстер, Хедер Локлер као Кристалина сестричина Саманта Џозефин Дин, Ема Самс као Блејкова тврдоглава ћерка Фалон, Лин Ханли као Адамова супруга Дејна, Трејси Скоџинс као Џефова сестра од стрица Моника, Стефани Бичам као Џефова стрина Сабела и Џоан Колинс као Блејкова бивша супруга Алексис.

## Развој
Дејвид Полсен се придружио Династији као извршни продуцент у деветој сезони и преузео радњу серије. Како би се уштедео новац, Линда Еванс се појавила у само шест епизода почетком сезоне јер је Кристал оболела и морала на операцију мозга у Швајцарској, али је остављена у коми. Такође због трошкова, Колинсова је добила улогу на 13 од 22 епизоде сезоне. Бивши лик из серије Колбијеви Сабел (Стефани Бичам) доведена је као платонска веза Блејку и непријатељ Алексис, а Трејси Скоџинс се такође вратила свом лику из Колбијевих Сабелиној ћерки Моники. Серија је пребачена из среде четвртком, али је гледаност и даље падала па је Династија завршила на 69. месту по гледаности у Сједињеним Државама. У мају 1989. године, нови председавајући маркетинга АБЦ-а отказао је Династију, а последња епизода девете сезоне била је и последња серије. Серија се завршила висећом судбином којом су Блејк, Фалон, Кристина, Алексис и Декс остали у смртној опасности.

## Радња
Прича се вртела око убиства и тајне која је повезивала породице Карингтон, Колби и Декстер током сезоне и Алексисиној и Сабелиној борби око посла, а потом и Декса.

## Улоге

### Главне
- Џон Форсајт као Блејк Карингтон
- Линда Еванс као Кристал Карингтон (епизоде 1-8)
- Џон Џејмс као Џеф Колби
- Гордон Томсон као Адам Карингтон
- Мајкл Нејдер као Декс Декстер
- Хедер Локлер као Саманта Џозефин Дин
- Ема Самс као Фалон Карингтон
- Лин Ханли као Дејна Воринг (епизода 1)
- Трејси Скоџинг као Моника Колби (епизоде 15-22)
- Стефани Бичам као Сабела Колби (епизоде 2-22)
- Џоан Колинс као Алексис Карингтон

### Епизодне
- Џејмс Хили као Шон Андерс (епизода 1)

## Епизоде
| Бр. еп. (укупно) | Бр. еп. (у сезони) | Наслов                          | Редитељ           | Сценариста | Премијера          | Прод. код | Гледаност у САД (милиони) |
| --- | ------------------ | ------------------------------- | ----------------- | --- | ------------------ | --------- | ------------------------- |
| 199 | 1                  | "Нестала Кристал"               | Ирвинг Џ. Мур     | Синопсис: Барбара Есенстен и Џејмс Хармон Браун Сценарио: Дејвид Полсен, Барбара Есенстен и Џејмс Хармон Браун | 3. новембар 1988.  | DY-196    | 12.80                     |
| Шон је погинуо у борби са Дексом. Фалон је почела да се игра са Семи Џо кад ју је замало ухватила са Џефом у кревету кад је дошла у његов стан да пристане да се уда за њега. Пошто је Кристал нестала, Блејк је лудачки тражи јер се плаши да се њена болест погоршава. Пошто су хтели да се склоне из Денвера после Шонове смрти, Алексис и Декс су отишли у Лос Анђелес како би обновили своју везу. Адам се окренуо пијанству и избегава и породицу и Дејну. Док су тражили Кристал на њеном омиљеном месту крај језера, Семи Џо и Џеф су приметили да нешто плута на води. Кад су погледали изблиза, остали су затечени јер су открили мртваца.Последња појава Дејне Воринг и Шона Андерса. |                    |                                 |                   | |                    |           |                           |
| 200 | 2                  | "Додир Сабел"                   | Ирвинг Џ. Мур     | Синопсис: Рон Рено Сценарио: Дејвид Полсен и Рон Рено                                                          | 10. новембар 1988. | DY-197    | 12.40                     |
| За тело из јереза се испоставило да припада непознатом мушкарцу. Адам је пронашао Стивенова опроштајна писма Блејку и Семи Џо па их је спалио. Међутим, Фалон је пронашла неке несагореле комадића и посумњала на братовљеву умешаност. Кад је Декс одбио да помогне алексис да поврати своје царство, она је искористила изненадни Сабелин повратак и њеног политичког и финансијског утицајног пријатеља Хамилтона Стоуна. Алексис је убедила Стоуна да јој помогне да се домогне својих бродова у Натумбеу док је Сабел почела да смишља како да се окористи њиховим ортаклуком. Блејк је открио да Кристал у Дејтону у Охају код своје сестре од тетке Вирџиније. Кад је стигао у Дејтон, Блејк је сазнао да се Кристалино памћење вратило на дане одрастања у Дејтону и да је она поменул да бежи од некога ко хоће да је убије. Док је слушао потресен, Блејк се још више потресао кад му је Вирџинија рекла да јој је Кристал признала да је убила неког човека. |                    |                                 |                   | |                    |           |                           |
| 201 | 3                  | "Вратила се"                    | Ненси Малон       | Синопсис: Барбара Есенстен и Џејмс Хармон Браун Сценарио: Дејвид Полсен, Барбара Есенстен и Џејмс Хармон Браун | 1. децембар 1988.  | DY-198    | 10.90                     |
| Блејку је лакнуло кад је сазнао да се Кристал стање са болести побољшало, али је остао потресен јер се она не сећа ранијих неколико дана. Адам је убедио Стивенову тајницу Клер Тенисон да ради за њега у нади да ће му открити неке Стивенове тајне. Клер је једва чекала да прихвати јер је имала неке своје покварене разлоге. Пошто је Алексис у Натумбеу са Хамилтоном Стоуном, Сабел је опробала своје чари завођења на Дексу ког је само забавило њено мување. Кристал је претрпела страшну главобољу јер су разлози због којих има нападе почели да је узрујавају. Кад је сазнала од наредника Зорелија да је осумњичена за убиство, Кристал је напала Блејка што ју је лагао. Како је хтела да сазна шта се десило на језеру, Кристал је отишла тамо са Семи Џо и захтевала да јој каже истину. Кад је сазнала за тело, она је убедила Блејка да је одведе у мртвачницу да види тело. Кад су чаршави померени, Кристал није препознала лице, али кад га је Блејк препознао, он се запрепастио кад је препонао ко је у питању. |                    |                                 |                   | |                    |           |                           |
| 202 | 4                  | "Невоља са телом"               | Двајт Адер        | Синопсис: Тита Бел и Роберт Волф Сценарио: Дејвид Полсен, Тита Бел и Роберт Волф                               | 8. децембар 1988.  | DY-199    | 9.70                      |
| Адам је почео да муља код Блејка како би водио "Денвер−Карингтон" место Фалон и Џефа. Семи Џо није била задовољна што Џеф сарађује са Фалон, а ствар се додатно погоршала кад ју је он после вођења љубави назвао "Фалон". Кристал је отишла у Лос Анђелес са Блејком како би се састала са др. Хамптоном где је сазнала праву истину о својој болести. Кад је отишла са наредником Зорелијем у мртвачницу да препозна тело, Фалон је размишљала како јој мртвац изгледа познато. Кад је поделила своја размишљања са Блејком кад се вратила, оно јој је признао да младић личи на некога кога је упознао одавно. Блејк је прегледао неке слике из 1963. године на којима су он и тај човек заједно. Док је била на пријему са неким Блејковим пријатељима и сарадницима, Кристал је претрпела болну главобољу. Како се погубила, она је кренула да гађа госте тањирима, док Блејк није успео да је смири. Пошто је стигао на пријем ненајављен, наредник Зорели је обавестио Кристал да више није осумњичена за убиство јер је обдукција показала да је тело мртво више од двадесет година. |                    |                                 |                   | |                    |           |                           |
| 203 | 5                  | "Алексис у Земљи блуда"         | Ненси Малон       | Синопсис: Рон Рено Сценарио: Дејвид Полсен и Рон Рено                                                          | 15. децембар 1988. | DY-200    | 10.70                     |
| С' обзиром на мутну будућност која чека друштво "Колби", Алексис је очајнички кренула да ликвидира своју имовину и смислила је да прода хотел "Карлтон" и танкере "Витрон" јер је схватила да може да изгуби све. Кад је сазнала за Фалонину ноћ проведену са Џефом, Семи Џо се потукла са њом. Док су се рвале, оне су упале у базен са водом па потом у блато, а онда су схватиле да се туку због мушкарца ког ниједна не жели. Адам је наумио да превари Џефа тако што ће да прочита Стивенове тајне белешке у вези цевовода. Фалон је испитала Декса шта зна о вештачком језеру у ком је тело пронађено. Иако му није било лако да разговара о тој теми, Декс је признао да је језеро направљено после једног пропалог рада Блејка и породица Колби и Декстер. Сабел се одушевила кад је чула да је Хамилтон Стоун задобио Алексисино поверење. Уз помоћ Стоуновог унутрашњег знања о пословима друштва "Колби", Сабел је смислила план како да узме Алексисине танкере. Блејк је примио лоше вести телефоном од Кристалиног лекара. Кад је видела бол на његовом лицу, Фалон је улетела у библиотеку и захтевала да јој каже шта се дешава. Док је Кристал плакала у Блејковом наручју, он је замолио Фалон да окупи породицу. |                    |                                 |                   | |                    |           |                           |
| 204 | 6                  | "Свака слика прича своју причу" | Брус Билсон       | Синопсис: Барбара Есенстен и Џејмс Хармон Браун Сценарио: Дејвид Полсен, Барбара Есенстен и Џејмс Хармон Браун | 22. децембар 1988. | DY-201    | 10.30                     |
| Кад је видела слику на којој Блејк стоји са младићем из језера, Фалон је преко наредника Зорелија средила да још једном види леш. Кристал је отишла на још неке претраге како би се утврдила реаговања на нови лек. Вирџинија је дошла са Блејком и Кристал у болницу. Блејк и Вирџинија су развили посебан облик пријатељства. Пошто је спавао са Клер, Адам јој је рекао да ће најбоље бити да пронађе други посао. После испитивања, Кристал мора да промени начин живота. Семи Џо и Фалон су решиле несугласице и помириле се. Декс је замолио Џефа да му помогне да сазна нешто више о рачуновођи друштва "Колби" Фрицу Хиту. Алексис се разљутила и одржала предавање Дексу јер је несвесно продао хотел "Карлтон" Сабел. Како није могао да је уведе до леша, Зорели је одвео Фалон у своју пословницу и дао јој слику истог. Како није знала да је камера снима, Фалон је извадила слику Блејка и мртваца и упоредила их док је Зорели посматрао. Вирџинија се запрепастила изгледом виле Карингтонових кад је дошла у Денвер са Блејком и Кристал. Кад је сазнала за слику, Сабел је отишла и рекла Блејку да може да рачуна да ће му бити подршка ако прича избије на видело. Послушавши Сабелин савет да пита мајку за човека на слици, Фалон је отишла код Алексис по одговор. Кад је открила да је то Роџер Грајмс, човек са којим је варала Блејка, Алексис је оптужила Блејка да га је убио пре 25 година. |                    |                                 |                   | |                    |           |                           |
| 205 | 7                  | "Последње ура"                  | Двајт Адер        | Синопсис: Тита Бел и Роберт Волф Сценарио: Дејвид Полсен, Тита Бел и Роберт Волф                               | 5. јануар 1989.    | DY-202    | 10.80                     |
| Блејк је повеснео на Фалон јер је показала слику Роџера Грајмса Алексис. Кад је чула његово драње, Кристал није било јасно зашто њега толико брине та слика. Кад се Алексис заклела да ће натерати Блејка да плати због убиства Роџера Грајмса, Декс је био убеђен да она и даље гаји нека осећања према Роџеру. Пошто је одлучио да више не буде Алексисина играчка, она је доша у љубавну посету код Џоане Силс, Сабелине личне помоћнице. Док је била у једном сиромашнијем делу града са Семи Џо и Вирџинијом, Кристал је гледала како да помогне сиромашнима. Кад је на њих насрнуо неки са ножем, Вирџинија га је тако свирепо напала да је Семи Џо помислила да се она разуме у уличарство више него што жели да људи мисле. Кристал је речено да јој је једина прилика операција са слабим изгледом за преживљавање. Алексис се запрепастила кад је открила да јој је Хамилтон Стоун извукао само два брода из Натумбеа. Кад је сазнала за Алексисину освету Блејку, Кристал јој је упала у стан. Кристал јој је запретила да ће искористити своју болест као оправдање да је убије ако настави са плановима да оптужи Блејка за убиство Роџера Грајмса. |                    |                                 |                   | |                    |           |                           |
| 206 | 8                  | "Удаја"                         | Џери Џејмсон      | Синопсис: Тита Бел и Роберт Волф Сценарио: Дејвид Полсен, Тита Бел и Роберт Волф                               | 12. јануар 1989.   | DY-203    | 10.80                     |
| Кристал је пристала на операцију, али тек кад јој је Блејк невољно потписао хартије за развод брака и опоруку како би био обезбеђен ако операција не успе. Вирџинија је рекла Кристал за своју тешку младост кад ју је мајка оставила. Кристал је позвала Сабел на вечеру па је њихово пријатељство наставило да расте. Фалон су наставили да муче снови о Роџеру Грајмсу. Декс је унајмио друга из Вијетнама Пејнтера да истражи рачуновођу друштва "Колби". Кристал је препознала једног човека са пријема Гибсона као човека кога је видела да излази из језера у свом ружном сну. Плашећи се да ће Кристал сабрати два и два, Сабел је рекла Гибсону да прекине са својим зарањањима у језеро јер је због њега случајно испливало тело Роџера Грајмса. Мислећи да је открио тајни пролаз под водом, Гибсон није хтео да одустане од својих истраживања. Вирџинија је јако чудно реаговала кад се срела са Дексом. После обнове брачних завета, Блејк је био присиљен да откаже свој и Кристалин други медени месец јер су морали брзо да иду у Швајцарску да би КРистал могла на јако опасну операцију. |                    |                                 |                   | |                    |           |                           |
| 207 | 9                  | "Џинџер пуца"                   | Кејт Свофорд Тили | Синопсис: Клод Вејр Сценарио: Дејвид Полсен и Клод Вејр                                                        | 26. јануар 1989.   | DY-204    | 10.40                     |
| Операције је оманула, а Кристал остала у коми и највероватније се неће будити. Сломљени Блејк се вратио у Денвер. Семи Џо је напао у коњушници "Делта Роа" тајанствени човек који се туда шуњао, али је изгубио нож са посветом "Свом ортаку с' љубављу. Еди". Семи Џо је спавала са Џефом. Још нова је нестало са рачуна друштва "Колби", али Фриц тврди да све држи у својим рукама. Блејк и Декс су разговарали о томе шта ће са тајном. Наводно су пре много година, Том Карингтон, Сем Декстер и Џејсон Колби имали једно омање друштво на месту на ком је сад језеро. Једна озбиљна ствар их је натерала да се закуну да ће све држати у тајности, али је откриће Роџера Грајмса то почело да отежава. Фалон је спавала са Џоном Зорелијем. Џеф је почео да алудира да је Сабел дошла у Денвер како би заузела Кристалино место. Вирџинија је сетила Декса ко је она. |                    |                                 |                   | |                    |           |                           |
| 208 | 10                 | "Несрећа у Делти"               | Двајт Адер        | Синопсис: Дон Хекмен Сценарио: Дејвид Полсен и Дон Хекмен                                                      | 2. фебруар 1989.   | DY-205    | 10.70                     |
| После страственог вођења љубави, Зорели почиње да сумња да Фалон само хоће да утиче на њега да затвори случај Роџера Грајмса. Пошто је Вирџинија излетела из Дексове собе и оставила за собом слику на којој су заједно из срећних времена, он је остао затечен необичинм током догађаја. Блејк је наредио Зорелију да се окане Фалон. Како би избегао откриће породичне тајне, Блејк је одлучио да преузме кривицу за Грајмсово убиство. Фалон је нставило да прогони сећање на Грајмса. Сабел је открила да је Гибсону остао нож у коњушници. Кад се састала са Гибсоном, она га је упозорила да оде из Денвера или ће искусити њен бес. Зорели је примио слику Блејка и Грајмса што му је доказалао да Блејк зна више него што говори. Кад је сазнала да је Хит редовни коцкар у коцкарници њеног пријатеља, Сабел га је пратила тамо. Кад је открила да га је и Декс пратио, она је искористила прилику да се игра са Дексом. Кад се он примио, Сабел га је хладно одбила. Док је била сама у коњушници, Семи Џо је чула неке звуке и узела пушку да провери шта је, а онда ју је Гибсон заскочио и током рвања зарадио метак. Док се Гибсон извлачио из коњушнице, букнуо је пожар и заробио Семи Џо унутра. |                    |                                 |                   | |                    |           |                           |
| 209 | 11                 | "Танкери, прилика за срећу"     | Кејт Свофорд Тили | Синопсис: Роберто Лојдермен Сценарио: Дејвид Полсен и Роберто Лојдермен                                        | 9. фебруар 1989.   | DY-206    | 7.00                      |
| Џеф је извукао Семи Џо из коњушнице у пламену, а Гибсон је приведен. Семи Џо је препознала Гибсона као човека ког је Кристал видела у својим ружним сновима. Блејк брине да је Гибсон умешан у покушај откривања његове породичне тајне. Декс је послао Вирџинији писмо објашњавајући своју страну приче, а она га је поцепала, али га је после поново саставила и плакала док га је читала. Блејк је дао Дексу звучни запис и списе у вези њихове тајне на чување. Плашећи се да Сабел придобија Декса, Алексис је поново распламсала његову страст. Алексис се уплашила да план да обезбеди своје бродове у Натумбеу не иде како треба. Адам је њушкао по Вирџинијиној соби и открио Дексово писмо, а потом је завео и задобио њено поверење. Гибсон је припретио Сабел да га извуче из затвора. Зорели је упао у вилу Карингтонових и оптужио Блејка да га је скинуо са случаја Грајмс. Блејк је то порекао и избацио га напоље. Разапета између оца и љубавника, Фалон је отишла за Зорелијем. Сабел је терорисала Алексис тиме што јој је зауставила све послове у Натумбеу и преузела танкере. |                    |                                 |                   | |                    |           |                           |
| 210 | 12                 | "Све је на Дексу"               | Двајт Адер        | Синопсис: Дон Хекмен Сценарио: Дејвид Полсен и Дон Хекмен                                                      | 16. фебруар 1989.  | DY-207    | 10.60                     |
| Раздражена јер јој је Сабел преузела бродове, Алексис је унајмила једног Адамовог мутног пријатеља, згодног и тајновитог Креја Бојда, да их врати. Кад је налетела на Хамилтона Стоуна у хотелу "Карлтон", Алексис му је рекла да ће јој платити јер ју је преварио. Заплашен претњама, Стоун је указао на штету коју би могла да начини. Семи Џо је побркао са једном шеснаестогодишњакињом саветник за адолесценте Танер МекБрајд. Кад се извинио и постидео, Танеру се свидела Семи Џо. Зорели је разговарао са својим капетаном о још једној прилици, али га је овај хладно одбио. Декс је почео да сумња да његова и Алексисина веза може да преживи. Џеф је укорио Адама јер је занемарио оданост Блејку. Запањен његовим ставом, Адам је насрнуо на Џефа. После неколико размењених удараца, Адам је избацио Џефа из куће. Блејк је разговарао са Гибсоном и рекао да ће да му помогне ако каже ко га је послао, а Гибсон му је рекао да га је послала Сабел. Пошто је оптужио Сабел да ради за Џејсона, Блејк се издрао на њу. Пре него што је Сабел стигла да објасни, Алексис их је прекинула у свађи и заклела се да ће обоје да их уништи. Сабел је пронашла разлог за славље јер је Џоана сазнала да јој Фриц Хит дугује више од двеста хиљада долара. Декс је ушао у току Сабелиног славља, а она му се бацила у наручје што је и њега и Џоану изненадило. |                    |                                 |                   | |                    |           |                           |
| 211 | 13                 | "Вирџинија одлучује"            | Брус Билсон       | Синопсис: Барбара Есенстен и Џејмс Хармон Браун Сценарио: Дејвид Полсен, Барбара Есенстен и Џејмс Хармон Браун | 23. фебруар 1989.  | DY-208    | 10.30                     |
| Сабел се састала са Блејком и Дексом и објаснила да је претраживала језеро да би открила шта је њен бивши супруг Џејсон толико хтео да сакрије тамо и уверила их је да није имала појма да би Блејку и Дексу могло да штети откриће тајне која лежи тамо. Декс је био заголицан њеном искреношћу. Семи Џо је помогла Танеру МекБрајду да од службених лица добије привремено старатељство над том одбеглом адолесценткињом. Као захвалност на труду, Танер јој је донео ружу и посетницу са бројем телефона да га позове ако буде желела да разговара. Сабел је запретила Хиту да ће открити његову проневеру у друштву "Колби" ако јој не набави штетна податке о Алексис. Декс је открио да је Адам искористио Вирџинију кад је прочитао писмо које је он написао па је разјарен напао Адама и запретио да ће га убити. Љубоморна на Дексово занимање за Сабел, Џоана је прихватила Адамову понуду за боље упознавање. Радећи на своју руку, Зорели је умножио карту језера узету од Гибсона. Фалон је открила слику себе како држи Блејкову слику коју је Зорели направио па је посумњала да је користи како би добијао податке о Блејку. Блејк је растужила Вирџинијина одлука да оде из Денвера. Сабел је забавила Хитов захтев за 5 милиона долара у замену за податке о Алексис, а она је он потегао пиштољ и махао живчано њиме на њу. |                    |                                 |                   | |                    |           |                           |
| 212 | 14                 | "Кућа пропалог сина"            | Алан Мајерсон     | Синопсис: Рон Рено Сценарио: Дејвид Полсен и Рон Рено                                                          | 2. март 1989.      | DY-209    | 10.00                     |
| Сабел је успела да одржи хладнокрвност и смири Хита како би могли да разговарају, а она је пристао и кад се смирио, рекао јој је како може да уништи друштво "Колби". Кад је Хит отишао, Сабел је остала потресена због блиске сусрети са смрћу па је отишла код Декса јер јој је требало да буде са неким. Блејк је испитао Декса шта је Адам то урадио да је Вирџинија одлучила да иде, а кад је чуо шта, он је избацио Адама из куће јер се плаши да му породица измиче. Алексис је отишла у Париз да провери Бојдову акцију, а тамо јој се свидео Бојд. Фалон се преселила код Семи Џо. Зорели је тражио од Фало нда му објасни што је одједном тако хладна према њему. Џоана је напала Сабел што се испречава између ње и Декса због чега је ова почела да испитује њену оданост. Џоана је покушала да заведе Декса, али ју је он одбио. Сабел је дошла код Декса да му се извини за проведену ноћ и рекла му да поштује његову љубав према Алексис. Иако су љубазно наваљивали да им та ноћ није значила ништа, у себи су осетили горећу жудњу, а како нису могли да се суздрже, они су отшили у њену собу где су страствено водили љубав. Пре него што је Бојд отишао на свој задатак, Алексис се предала својој пожуди и пала му у загрљај. |                    |                                 |                   | |                    |           |                           |
| 213 | 15                 | "И син се уздиже"               | Рон Сатлов        | Синопсис: Роберто Лојдерман Сценарио: Дејвид Полсен и Роберто Лојдерман                                        | 16. март 1989.     | DY-210    | 9.40                      |
| Видевши пропадање "Денвер−Карингтона", Блејк је поново преузео управу, а први чин му је био отказ Адаму. Ценивши Џоанино знање о Сабелиним пословима, Адам је покушао да је смува да ради за њега и Алексис. Сабел је видела кад је он ушао у њену собу што је потврдило њене сумње на Џоанину оданост. Зорели је схватио да је Фалон видела слику Блејка и Грајмса до које је дошао и да је зато тако изненада постеле непријатељски настројена према њему. Сабел је питала Декса да ли би се окреуно против Алексис ако би она наставила да смишља освету Блејку. Танер МекБрајд је свратио до коњушница "Делта" како би направио Семи Џо и Фалон вечеру, а Фалон је приметила да се он очигледно свиђа Семи Џо. Сабелина ћерка Моника је дошла у Денвер у посету мајци. Знајући да Џоани више не може да верује, Сабел је убедила Монику да остане у Денверу и помогне јој да уништи Алексис. Зорели је рекао Фалон да је воли и да уопште није хтео да је користи против Блејка. Збуњена својим осећањима према њему, Фалон му је ударила шамар и рекла да иде, а он јој је понудио једини примерак слике како би јој доказао да је не искоришћава. Џоана је прихватила Адамову понуду да ради за Алексис. Џеф је показао Блејку чланак у Алексисиним новинама у којима у којим се моли за било који податак о Роџеру Грајмсу, а Блејке је још чвршће одлучио да заустави Алексис једном за свагда. |                    |                                 |                   | |                    |           |                           |
| 214 | 16                 | "Грајмс и казна"                | Ненси Малон       | Синопсис: Тита Бел и Роберт Волф Сценарио: Дејвид Полсен, Тита Бел и Роберт Волф                               | 23. март 1989.     | DY-211    | 10.90                     |
| Џоана је пристала да каже Адаму све што зна о Сабел у замену за његову заштиту. Кад се Алексис вратила у Денвер, Блејк ју је напао због чланка у ком се моли за податак о Роџеру Грајмсу, али она је остала при своме да он плати за Грајмсово убиство. Плашећи се да би Алексис могла да набави налог за претрагу језера, Блејк је замолио Декса да зарони доле и побрине се да све што је тамо скривено тако и остане. Зорели је обећао свом надређеном капетану Хендлеру да ће одустати од случаја Грајма па је враћен на посао. Сабел је била пресрећна што се Моника доселила код ње, али срећа јој је кратко трајала јер су је Алексис и Адам обавестили да су јој танкери уништени чиме је она још чвршће одлучила да уништи Алексис. Семи Џо је понудила Танеру признаницу да његов дом за одбегле адолесценте јер јој је постао много драг, али не зна да је он заузет. Блејк је отишао у коњушнице "Делта" како би се помирио са Фалон и пронашао је слику коју јој је Зорели оставио чиме му је сва вера у Фалон била уништена па је бесан отишао. Декс је отишао у поткровље код Алексис да разговарају о њеној освети Блејку. Како му је на челу писало да је крив, она је схватила да је спавао са Сабел што ју је сломило па га је избацила напоље. Како је очигледно рат букнуо између Алексис и Сабел, Моника је покушала да убеди Џефа да буде уз Сабел. Алексисину жалост поводом губитка Декса отерао је Адам када јој је рекао да је пронашао човека који зна ко је убио Грајмса. Елсворт Чизолм је рекао Алексис да је видео Блејка како односи Грајмсово тело из рудника у коме је радио. |                    |                                 |                   | |                    |           |                           |
| 215 | 17                 | "Греси оца"                     | Брус Билсон       | Синопсис: Барбара Есенстен и Џејмс Хармон Браун Сценарио: Дејвид Полсен, Барбара Есенстен и Џејмс Хармон Браун | 30. март 1989.     | DY-212    | 10.30                     |
| Алексис је остала осећајно сломљена Дексовом прељубом са Сабел па је послала Адама да се помири са Блејком како би имала своје очи и уши у његовом табору. Блејк и Сабел су се помирили. Адам се састао са Чизолмовом унуком Феникс која му је рекла да се још нешто тајно радило у руднику. Алексис је бунарила по кутији са стварима Роџера Грајмса и открила слику коју јој је био поклонио. Сабел је после видела слику и схватила каква је Блејкова тајна. Блејк је рекао САбел и Дексу да је под језером нацистичко благо у виду драгоцених уметнина које је случајно пронашао његов отац. Блејк се заклео да ће чувети благо и умешаност његовог оца у тајности како се не би укаљало породично име. Блејк им је рекао да је његов отац убио Грјамса јер је откиро благо и хтео да се обогати њиме. Семи Џо се ражалостила кад је открила да је Танер МекБрајд свештеник. Адам је рекао Блејку и Алексис да има сведока који је видео убиство Грајмса. Фалон је схватила и да је њен деда Том у њеним ружним сновима, а Зорелију је рекла да се сећа да ју је деда водио у неке тамне пролазе. Декс је заронио у језеро и открио да је улаз у рудник отворен, а Зорели га је гледао са обале. |                    |                                 |                   | |                    |           |                           |
| 216 | 18                 | "Прича о траци"                 | Двајт Адер        | Синопсис: Роберто Лојдерман Сценарио: Дејвид Полсен и Роберто Лојдерман                                        | 13. април 1989.    | DY-213    | 10.60                     |
| Блејк и Џеф су остали затечени кад се Декс вратио и рекао им да је улаз под језером широм отворен. Кад се вратио са јазаре, Џеф је затекао Семи Џо како га чена на кревету. Блејк је замолио Сабел да проба да сазна да ли Алексис нешто зна о несталом благу. Како је набавила резервни кључ Алексисине собе, Сабел је сачекала право време да се ушуња и узме слику коју је Роџер Грајмс украо из скривеног нацистичког блага. Алексис је рекла капетану Хендлеру за сведока убиства Роџера Грајмса, али он није био вољан ни са њим да отвара поново случај. Зорели је добио податак од Фалон у вези ујака Блејкове полусестре Доминик Деверо. Док је био код Доминикиног ујака Чарлса Метјуса, Зорели је озвучио кућу и сазнао да он зна више о Грајмсовом убиству него што говори. Џеф је упозорио Блејка да се Сабел не може веровати. Савезни шерифи су упали у собу код Алексис како би запленили тснимке из друштва "Колби", а Сабел је покренула своју тужбу како би бацила Алексис на колена, а Алексис ју је упозорила да и она зна неке тајне и да се не плаши да их открије па је отишла у Швајцарску како би заштитила своју имовину. Адам је звао Блејка и рекао му где може да нађе Елсворта Чизолма. Док је Фалон причала Зорелију за свог деду и рудник под језером, није знала да се њен разговор снима. Чизолм се договорио са Блејком да му каже све што зна о руднику под језером, а неко их је посматрао кроз отшкринута врата. Адам је стигао таман кад је Блејк кренуо по новац за Чизолма, а кад је ушао у стан Адам је пронашао Чизолма мртвог.                                      |                    |                                 |                   | |                    |           |                           |
| 217 | 19                 | "Нема ту костију"               | Мајкл Ленг        | Синопсис: Тита Бел и Роберт Волф Сценарио: Дејвид Полсен, Тита Бел и Роберт Волф                               | 20. април 1989.    | DY-214    | 10.90                     |
| Сумњајући да је Блејк убио Чизолма, капетан Хендлер је вратио Зорелија на случај упркос његовом веровању да је Блејк невин. Блејк је оптужио Адама да му је сместио да би изгледало као да је он убио Чизолма. Кад је сазнала да је Алексис дала своју слику на процену, Сабел је убедила процењивача да јој каже да слика не вреди ништа и сазнала да неко тражи једну слику Фредерика Штала. Адам је средио да хотелски фотограф слика Монику и Џефа заједно. Чарлс Метјус је упозорио Блејка да их је Зорели испитивао. Кад је Блејк рекао Фалон да ју је Зорели искористио да би дошао до Метјуса, њена љубав према Зорелију се распала. Танера су осећања према Семи Џо натерала да поразмисли о свом завету цркви. Када је нашао нацрт свог оца који је Метјус бацио, Блејк је открио да је то нацрт тунела који воде до подрума виле. Адам је посетио ожалошћену Феникс Чизолм, а она му је уналету беса рекла да је њен деда знао за тунеле под Блејковом вилом.Кад су набавили опрему за откривање тулена, Џеф, Декс и Блејк су почели да претражују подрум како би нашли указ у тунел, а кад су га пронашли, у њему су пронашли и људски костур. |                    |                                 |                   | |                    |           |                           |
| 218 | 20                 | "Ево га син"                    | Џери Џејмсон      | Синопсис: Барбара Есенстен и Џејмс Хармон Браун Сценарио: Дејвид Полсен, Барбара Есенстен и Џејмс Хармон Браун | 27. април 1989.    | DY-215    | 9.10                      |
| Костур је откривен закопан под подрумом виле. Блејк је постао убеђен да је онај који је тражио благо убио Елсворта па је дао Дексу и Џефу недељу дана да се састану са удовицом Роџера Грајмса Емили пре него што открије њихову замршену тајну полицију. Како би доказао верност Фалон, Зорели је дао отказ у полицији. Танер и Семи Џо имају неописиву жељу да буду заједно. Сабел је открила да је трудна, али није могла да каже Дексу да ће постати отац. Фалон је одлучила да се пресели у напуштену викендицу на Блејковом имању. Адам је монтирао слику Монике и Џефа коју је добио како би изгледало да су у родоскрвној вези, а онда ју је послао љигавом таблоиду на објављивање. Џеф се разбеснео, упао у редакцију и напао извештача, а фотограф је забележио напад. Фалон је препознала успаванку коју је Кристина певала. Кад је почела да живи у викендици, успаванка је почела да је прогони. Плашећи се да се ум не поиграва њоме, Фалон се учинило као да је видела Роџера Грајмса да је гледа кроз прозов. У очајничкој потрази за одговорима, Блејк је отишао да се види са Феникс Чизолм, али је она одбила да га пусти унутра чиме је настала бука коју су суседи чули и препознали Блејка као човека који је био са Елсвортом пре него што је убијен. Емили Грајмс је рекла Џефу и Дексу да је Роџер имао сина Дениса, а кад су видели његову слику, они су остали потерсени колико он личи на Роџера. Фалон је кроз прозор викендице гледао Денис Грајмс па је мобилним телефоном обавестио капетана Хендлера да им план успева.                                                        |                    |                                 |                   | |                    |           |                           |
| 219 | 21                 | "Бљесак из прошлости"           | Дејвид Полсен     | Синопсис: Тита Бел и Роберт Волф Сценарио: Дејвид Полсен, Тита Бел и Роберт Волф                               | 4. мај 1989.       | DY-216    | 9.40                      |
| Моника је сазнала од Алексис да Џејсон није њен отац. Огромна свађа је избила између Алексис и Сабел. Фалон је схватила да је као мала убила Роџера Грајмса да би га спречила да јој убије мајку. |                    |                                 |                   | |                    |           |                           |
| 220 | 22                 | "Пат положај"                   | Дејвид Полсен     | Семјуел Џ. Пеловиц                                                                                             | 11. мај 1989.      | DY-217    | 10.80                     |
| Кад је Блејку и Џефу сместио подмићени полицајац, Блејк је на крају примио метак. Фалон и Кристина су остале заробљене у руднику који је почео да се урушава. Алексис и Декс су пали са балкона у хотелу "Карлтон".Последња појава Фарнсворта Декстера, Монике Колби и Сабеле Колби. |                    |                                 |                   | |                    |           |                           |

## Пријем
На крају девете сезоне, Династија је завршила на 69. месту по гледаности у Сједињеним Државама са просечним бројем гледалаца од 10,5 милиона.